# Interconexión gasífera entre Argentina y Bolivia
La Relación gasífera entre Argentina y Bolivia son los vínculos que unen e integran a la República Argentina y el Estado Plurinacional de Bolivia en el ámbito del gas natural. La relación gasífera entre ambos países comenzó oficialmente el 23 de julio de 1968 con la firma del primer contrato de compra-venta de gas natural entre ambas naciones.

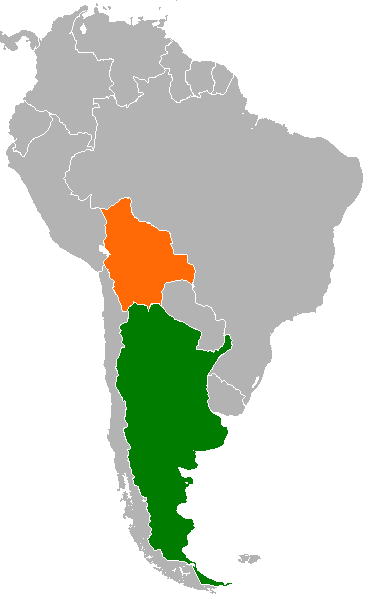
Bolivia y Argentina comparten una larga frontera de 742 kilómetros de longitud.

## Historia

### Década de 1950

#### CódigoDavenportde 1955

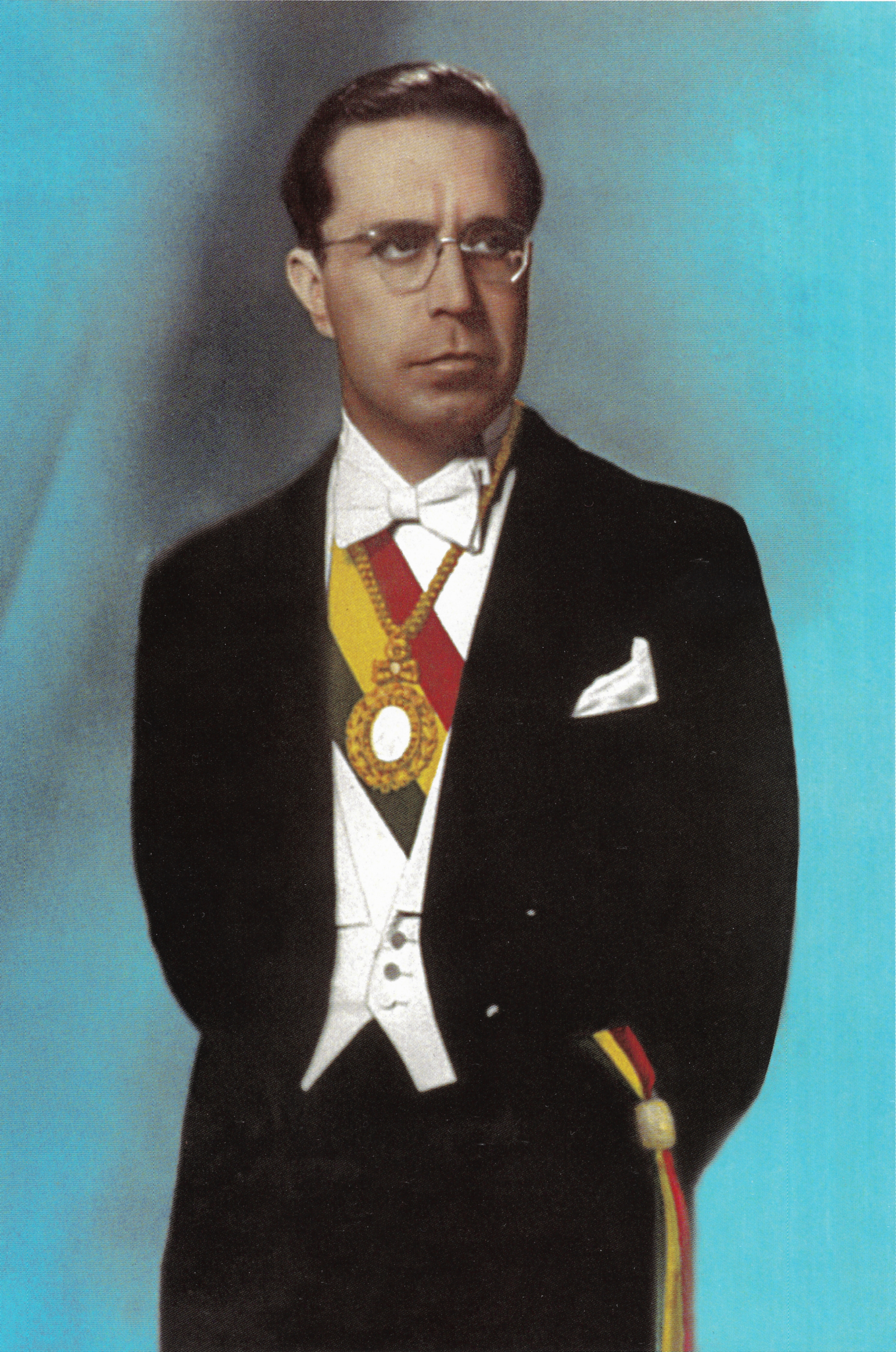
Víctor Paz Estenssoro (1907-2001), presidente constitucional de Bolivia desde 1952 hasta 1956. Durante su primer mandato, Paz Estenssoro contrató al bufet de abogados estadounidenses que en 1955 elaboraron el liberal "Código Davenport" que permitió la llegada al país de la empresa privada petrolera "Bolivian Gulf Oil Company" la cual desarrolló los primeros campos gasíferos de Bolivia que posteriormente se exportaría a Argentina.

Los primeros antecedentes del comienzo de la relación gasífera entre ambos países datan por lo menos desde el año 1955. Cabe mencionar que el presidente boliviano de esa época Víctor Paz Estenssoro decidió durante su primer gobierno constitucional (1952-1956) contratar a un bufete de abogados estadounidenses de nombre "Davenport & Schuster" para que sean estos los que elaboren un nuevo Código de Petróleo con el objetivo de reemplazar a la antigua Ley del Petróleo de 1921 que ya tenía más de 35 años de vigencia.
Es de esa manera que los abogados estadounidenses comenzaron a elaborar un código liberal de amplia ventaja a la iniciativa privada pues se implementaba avanzadas normas jurídicas, económicas y técnicas como medidas de protección y seguridad al capital privado. Una vez terminado la norma fue bautizada como el "Código Davenport". En un principio, el presidente Paz Estenssoro decidió inicialmente promulgar este código solo mediante un decreto supremo del 26 de octubre de 1955 y un año después el congreso boliviano decidió elevar el Código Davenport a rango de Ley el 29 de octubre de 1956 ya durante el gobierno del presidente Hernán Siles Suazo (1956-1960). Aunque cabe mencionar que algunos sectores de la sociedad boliviana de la época criticaron duramente en ese entonces la implementación de este nuevo código pues lo consideraban muy desventajoso para los intereses nacionales bolivianos y muy favorable a las empresas transnacionales.

#### Consolidación de la Gulf Oil Company
Con la implementación del Código Davenport se presentaron en el país por lo menos unas 14 empresas petroleras privadas dispuestas a invertir en Bolivia para la exploración y explotación del petróleo boliviano, pero de todas ellas la que más tuvo éxito fue sin duda alguna la Bolivian Gulf Oil Company subsidiaria de la gran petrolera estadounidense Gulf Oil Company.
Cabe recordar que por lo menos desde la década de 1920, Bolivia había sido solamente un pequeño productor de petróleo por más de 40 años. Si bien Bolivia había empezado a producir gas natural en mínimas cantidades ya desde el año 1954 sin embargo no sería hasta 1960 cuando la producción gasífera boliviana empieza a crecer de manera significativa.

### Década de 1960

#### Primeras pequeñas exportaciones a Argentina (1962-1967)
Ya durante el segundo gobierno de Víctor Paz Estenssoro (1960-1964) y según los registros históricos bolivianos se demuestra que desde el Campo Madrejones la Bolivian Gulf Oil Company empezó tímidamente a exportar gas natural a la Argentina a partir del año 1962, pero todavía en muy pequeñas cantidades, casi insignificantes.
| Cantidad de Gas natural exportado desde Bolivia a Argentina en metros cúbicos por día (1962-1967) |
| ------------------------------------------------------------------------------------------------- |
|                                                                                                   |

#### Contrato gasífero de 1968
En un lapso de tiempo de solo 12 años (desde 1955 hasta 1967) la producción de gas natural en Bolivia había llegado a multiplicarse por más de 13 veces luego del descubrimiento de los campos gasíferos Colpa/Caranda en 1960 y Río Grande en 1962, pues el país pasó de producir apenas solamente 170 000 metros cúbicos diarios en 1955 a producir alrededor de 2 360 000 metros cúbicos diarios ya para el año 1967 con un gigantesco crecimiento porcentual de 1200 %.
Este gran salto en la producción de gas natural conllevó a que la Bolivian Gulf Oil Company comience a elaborar seriamente un proyecto de exportación de gas natural a la Argentina pero esta vez en grandes cantidades. Para cumplir ese objetivo, el gobierno militar del general boliviano René Barrientos Ortuño (1964-1969) empezó a realizar las gestiones correspondientes con el Presidente de Argentina de esa época Juan Carlos Onganía (1966-1970) el cual también era un gobierno militar.
Finalmente el primer contrato de compra-venta entre ambos países se suscribió el 28 de julio de 1968. Dicho contrato estipulaba que la empresa compradora sería la argentina Gas del Estado y las proveedoras serían la empresa estatal boliviana Yacimientos Petrolíferos Fiscales Bolivianos (YPFB) junto con la privada Bolivian Gulf Oil Company.

#### Nacionalización de los Hidrocarburos de 1969
Sin embargo, la nacionalización de los hidrocarburos boliviano en 1969 derivó en la revisión del contrato. 
Sin embargo el 26 de abril de 1969 el helicóptero presidencial que transportaba al presidente boliviano René Barrientos sufrió un terrible accidente en donde el propio primer mandatario llegó a perder la vida en dicho accidente aéreo. Con la trágica muerte del Presidente de Bolivia, el vicepresidente  Luis Adolfo Siles Salinas asumió el mando del país pero solamente estaría en el poder por apenas cinco meses pues fue derrocado mediante un golpe de Estado liderado por el general boliviano Alfredo Ovando Candia quien una vez ya en la presidencia asumió una agenda nacionalista impulsada por el movimiento sindical y universitario boliviano además de contar con el apoyo de un sector nacionalista del Ejército de Bolivia y de un grupo de intelectuales. En esa medida, Ovando Candia decidió firmar el 17 de octubre de 1969 el Decreto Supremo N.º 8956 el cual nacionalizaba todos los hidrocarburos bolivianos en todas las fases de la cadena productiva, así mismo se revertía todas las concesiones otorgadas a la Gulf Oil Company que el estado boliviano le había concedido desde 1956 con el Código Davenport además de la confiscación de toda la infraestructura y activos que la empresa estadounidense tuviera en Bolivia.

### Década de 1970

#### Contrato gasífero de 1970
En julio de 1970, Argentina y Bolivia suscribieron un contrato ampliatorio y modificatorio del anterior a través de Gas del Estado y de YPFB, excluyendo a la Gulf como empresa proveedora.